# سيما رحماني
سيما رحماني هي ممثلة سينمائية ومقدمة برامج تلفزيونية أمريكية.

## الحياة المبكرة
رغم أن أصول عائلتها تعود إلى مدينة بونه الهندية، إلا أن سيما وُلدت ونشأت في الكويت. في سن الخامسة عشرة، انتقلت إلى الولايات المتحدة، وأكملت دراستها الثانوية في نيوارك بنيويورك. حصلت على بكالوريوس العلوم. كما نالت درجة الماجستير في التسويق والإعلان من كلية إمرسون في بوسطن.

## المسيرة
في عام 1997، تركت سيما مسيرتها المهنية في مجال العلاقات العامة في لوس أنجلوس بكاليفورنيا، وانضمت إلى المسرح، لتبدأ مسيرتها التمثيلية. سرعان ما شاركت في مسلسلين تلفزيونيين هما: "ألياس Alias" لشبكة أيه بي سي و "روزويل Roswell" لشبكة وارنر برذرز. في 2003، انتقلت سيما رحماني إلى الهند.
بين عامي 2007 و2012، استضافت برنامجًا عن الحيوانات بعنوان "المداعبة الثقيلة Heavy Petting".

## روابط خارجية
- سيما رحماني على موقع قاعدة بيانات الأفلام على الإنترنت
- سيما رحماني
- سيما رحماني على موقع يوتيوب